# Třída Wyoming
Třída Wyoming byla třída dreadnoughtů US Navy. Skládala se z jednotek USS Wyoming a USS Arkansas, které jako poslední americké dreadnoughty nesly kanóny ráže 305 mm. V porovnání s předchozí třídou také měly výrazně větší výtlak a zdokonalené pancéřování. Lodě operovaly v první i druhé světové válce. Po skončení té druhé se jejich osud naplnil. Arkansas byl potopen při jaderných testech na atolu Bikini v roce 1946 a Wyoming byl v roce 1947 prodán do šrotu.

## Stavba

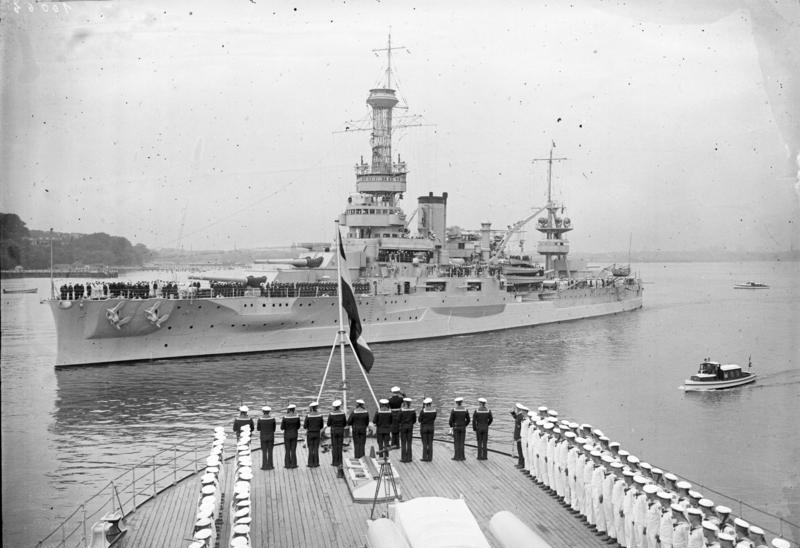
USS Arkansas v roce 1930 – již po modernizaci. Je vidět, že loď má jen jeden komín a zadní mřížový stěžeň byl přestavěn.

Wyoming byla postavena v loděnicích Cramp shipyard ve Filadelfii v Pensylvánii. Kýl lodi byl založen v únoru 1910, trup byl spuštěn na vodu v květnu 1911 a Wyoming vstoupil do služby v září 1912.
Arkansas postavila loděnice New York Ship Building Company v Camdenu ve státě New Jersey. Kýl lodi byl založen v lednu 1910, trup byl spuštěn na vodu v lednu 1911 a loď vstoupila do služby v září 1912.

## Konstrukce
Třída Wyoming konstrukčně navázala na předchozí lodě třídy Florida, lodi však měly přidánu šestou dělovou věž, takže byly vyzbrojeny tuctem 305mm kanónů o délce hlavně 50 ráží. Sekundární výzbroj tvořilo 21 kusů 127mm kanónů, umístěných po jednom v kasematech. Později byl jejich počet snížen na 16. Pohon tvořily parní turbíny, kterým páru dodávalo 12 kotlů. Lodě měly čtyři lodní šrouby. Po dokončení byly schopny plavby rychlostí až 21,1 uzlu.

## Operační služba

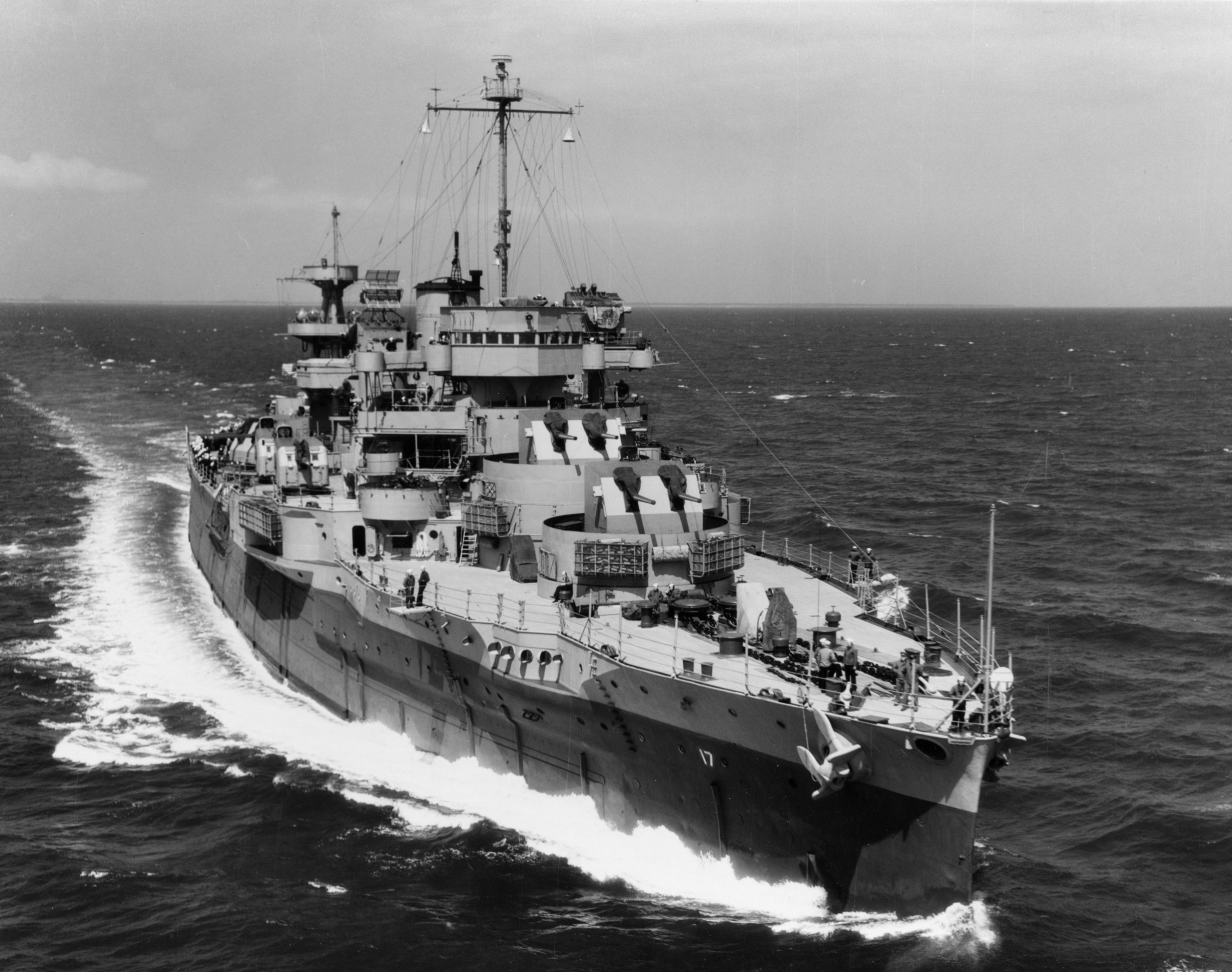
USS Wyoming v Atlantiku v dubnu 1945. Zřetelná je výměna hlavní výzbroje.

Po svém dokončení obě lodi sloužily v Atlantické flotile. Po vstupu USA do první světové války pak operovaly s britskou Grand Fleet. V meziválečném období sloužily jak v Atlantické, tak Pacifické flotile a v letech 1925-27 byly modernizovány. Lodě dostaly nové kotle, díky čemuž měly již jen jeden komín. Byl na nich také instalován nový systém řízení palby a protitorpédová obšívka. Část 127mm kanónů byla demontována.
Wyoming byl v roce 1931 upraven pro cvičné úkoly (nové trupové číslo lodi bylo AG-17) – z lodi bylo odstraněné pancéřování a polovina 305mm kanónů. Došlo k tomu na základě dohod z Londýnské námořní konference z roku 1930. Arkansas zůstala sice formálně bitevní lodí, ale i ona byla používána pro cvičné účely.
Obě lodi byly používány ještě v době druhé světové války. Arkansas byla v letech 1941-1944 používána k výcviku a ochraně atlantických konvojů. V létě roku 1941 loď doprovázela americké okupační síly na Island, na který Velká Británie o rok dříve provedla invazi. Po roce 1944 její kanóny ostřelovaly pozemní cíle při spojeneckých vyloděních v Normandii, v Jižní Francii, na Iwodžimě a Okinawě. Wyoming sloužila po celou válku při dělostřeleckém výcviku. V roce 1944 byl demontován zbytek jejích 305mm kanónů a naopak přibyly věže se 127mm kanóny a další výzbroj pro výcvik protiletecké obrany.

## Osud

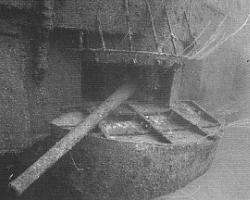
Kasemata se 127mm kanónem potopené USS Arkansas, atol Bikini

Wyoming sloužila ještě v letech 1945-1947 jako experimentální plavidlo a v říjnu 1947 byla prodána k sešrotování (novou experimentální lodí se stala USS Mississippi). Arkansas byla v červenci 1946 použita při operaci Crossroads – pokusných jaderných testech na atolu Bikini. Atmosférický výbuch Able loď přečkala, při následném podvodním výbuchu Baker však byla ukotvena blízko epicentra výbuchu a potopila se. Dodnes je potopena kýlem vzhůru na dně laguny.